# Ladbroke Grove-treinramp
De Ladbroke Grove-treinramp, die ook wel bekendstaat onder de naam Paddington-treinramp, was een ernstig treinongeval in de Londense wijk Ladbroke Grove. Op 5 oktober 1999 botsten twee treinen frontaal op elkaar. Hierbij kwamen 31 mensen om het leven en raakten er meer dan 500 gewond.

## Station London Paddington
De treinramp vond plaats op enkele kilometers van station London Paddington. Doordat het een kopstation is met een groot aantal sporen, liggen er voor het station diverse wissels en is het hierdoor een wirwar aan sporen, die uiteindelijk in eerste instantie overgaan in vier sporen van de Great Western Main Line.

## Betrokken treinen
De treinen die bij de ramp betrokken waren, waren twee dieseltreinen.
- Een Turbo Diesel Class 165 bestaande uit 3 treinwagons. Hier waren naar schatting 147 mensen aan boord. Deze trein van de maatschappij Thames Trains was onderweg van London Paddington naar Bedwyn.
- Een HST bestaande uit 10 wagons, waarvan 2 motorrijtuigen, met naar schatting 421 mensen aan boord. Deze trein was onderweg van Stroud naar London Paddington.

## De ramp
Om 08.06 in de ochtend vertrok de Turbo Diesel uit station Paddington en zocht zich een weg over de diverse sporen en wissels. Machinist Michael Hodder zag vervolgens een rood sein (SN109) over het hoofd. Op dat moment was de om 06.03 uit Stroud vertrokken HST vlak bij station Paddington, met Brian Cooper als machinist. Toen vervolgens de Turbo Diesel om 08.09 het spoor van de HST kruiste, kwamen de twee treinen met elkaar in botsing. Direct na de botsing ontstond een vuurbal en even later nog een tweede. Zowel Michael Hodder als Brian Cooper waren op slag dood. Ook 29 anderen kwamen om en meer dan 500 mensen raakten gewond.

## Vuurballen
Bij de botsing ontstonden twee vuurballen. De eerste vond direct na de botsing plaats en de grootte ervan was ongekend. Zeker 22 meter hoog zou de vuurbal zijn gekomen. Dat was te zien op een bewakingscamera die toevallig gericht was op het spoor waar het ongeluk plaatsvond.
De oorzaak van deze vuurbal was dat de dieseltank van de Turbo Diesel door de klap in elkaar gedrukt werd en de diesel daardoor omhoog spoot. Hierbij kwam de diesel in aanraking met de beschadigde bovenleiding waar op dat moment nog 25 kV op stond. Hierdoor vatte de diesel vlam met als gevolg daarvan een grote vuurbal.
De dieseltank uit het voorste motorrijtuig van de HST werd bij de botsing weggeslingerd over de wagons. Doordat veel ramen van de andere wagons als gevolg van de botsing gebroken waren, kwam de dieseldamp van deze dieseltank in de wagons. Hierdoor ontstond een tweede vuurbal, die met name door de wagons heen ging.

## Britse seinen/ATP
Bij de Britse spoorwegen (behalve de Londense metro) zijn seinen met 2, 3 of 4 lampen in gebruik. Bij 2 lampen is onderste lamp rood en die daarboven groen. Bij 3 lampen is onderste lamp rood, de middelste geel, en die daarboven groen. Bij een 4-lampensein bevindt zich daarboven nog een tweede gele lamp.
Groen betekent doorrijden, 2 gele (alleen bij 4 lampenseinen) betekent: hou er rekening mee dat het volgende sein 1 keer geel is. 1 keer geel betekent: hou er rekening mee dat het volgende sein rood is. Rood betekent stoppen. In Groot-Brittannië mag de machinist bij het passeren van een geel sein de snelheid aanhouden die voor het baanvak geschikt is. Hij moet wel rekening houden met het naderen van een rood sein. Als een sein op 2 keer geel, 1 keer geel of rood staat, krijgt de machinist een belletje te horen en gaat er een lamp branden in zijn cabine. De machinist kan vanuit zijn cabine niet zien of het sein geel of rood is.
Ten tijde van de ramp kende Groot-Brittannië maar op zeer beperkte schaal het beveiligingssysteem ATP (automatische treinbeïnvloeding). Bij ATP worden treinen automatisch tot stilstand gebracht wanneer ze door rood rijden. In de omgeving van Paddington Station was ten tijde van de ramp ATP nog niet ingevoerd.

## Sein SN109
De Turbo Diesel reed door rood bij sein SN109. Opvallend aan dit sein was dat de 4 lampen ervan niet boven elkaar stonden, zoals gebruikelijk is bij de Britse spoorwegen, maar in een tegenovergestelde L-vorm waarbij de rode lamp links van de andere drie lampen stond. Het sein stond ook op een positie vlak na een verkeersbrug die over de sporen ging. En tevens stond het sein op een portaal met meerdere seinen boven de sporen. Deze seinen waren doordat ze op een portaal stonden tussen de vele bovenleidingportalen ook nog eens slechter zichtbaar. Ook heeft vermoedelijk de laagstaande, opkomende zon veroorzaakt dat het sein op dat moment niet goed zichtbaar was, waardoor machinist Michael Hodder door rood reed.
Michael Hodder was niet de eerste die door rood reed bij SN109. In de zes jaar voor de ramp reden al acht treinen eerder door rood bij dit sein.

## Michael Hodder
Machinist Michael Hodder was sinds twee weken voor de ramp officieel bevoegd om treinen te mogen besturen.

## Verkeersleiding Slough
De treinramp had misschien nog voorkomen kunnen worden of op zijn minst minder erg kunnen zijn als er adequater gereageerd was bij de verkeersleiding in Slough, waar het desbetreffende traject onder viel. Toen men er bij de verkeersleiding achter kwam dat de Diesel Turbo door rood reed, werd er niet direct een bericht naar de Diesel Turbo gestuurd dat deze moest stoppen. Het gebeurde namelijk wel vaker dat een machinist het rode sein te laat zag en dan alsnog de trein wist te stoppen, voordat dit gevaar zou opleveren. Het bericht werd daardoor iets later verstuurd en zou dan direct zichtbaar worden in de cabine op een display die de machinist goed kon zien. Er kan echter niet bewezen worden dat Michael Hodder dit stopbericht werkelijk heeft gehad.
Bij de verkeersleiding kon ook nog sein SN120 op rood gezet worden. SN120 was het sein vlak voor de rampplek waar de HST langsreed. Dit sein werd echter te laat op rood gezet, waardoor Brian Cooper, de machinist van de HST, dit niet meer heeft kunnen zien omdat hij op dat moment het sein al passeerde. Als hij het rode sein wel gezien had en had kunnen remmen, waren er vermoedelijk veel minder slachtoffers geweest.

## Gevolgen

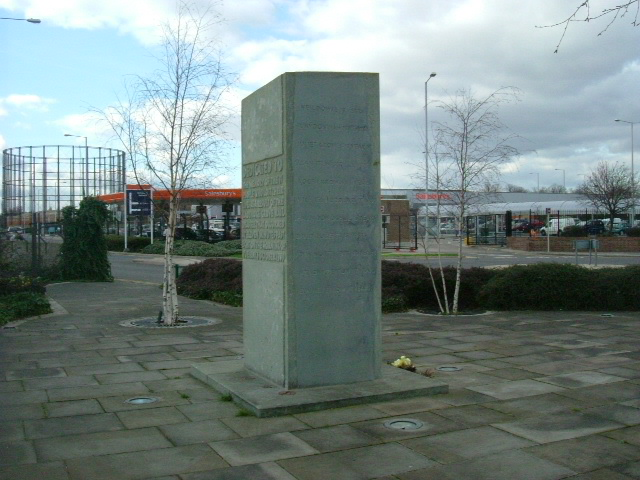
monument

De seinen in de omgeving van SN109 werden aangepast, zodat de seinen in dit gebied veel beter zichtbaar werden. ATP (Automatic Train Protection), ofwel het systeem dat treinen tot stilstand brengt wanneer deze door rood rijden, werd rond Paddington Station ingevoerd. Ook stelde de onderzoeksraad die deze treinramp onderzocht dat machinisten veel meer kennis moesten krijgen van het traject waar ze over reden voordat machinisten alleen zouden mogen rijden. Hoewel machinist Michael Hodder door rood reed en de treinramp niet overleefd had, werd hij niet schuldig bevonden aan de ramp.

## Televisie
In het programma Seconds from Disaster werd tijdens het vierde seizoen een aflevering aan deze ramp besteed.